# Aire urbaine de Lavaur
L'aire urbaine de Lavaur est une aire urbaine française constituée autour de la ville de Lavaur (Tarn).

## Caractéristiques
En 2020, l'Insee définit un nouveau zonage d'étude : les aires d'attraction des villes. L'aire d'attraction de Toulouse remplace désormais son aire urbaine, avec un périmètre différent.
L'aire urbaine de Lavaur est composée de 4 communes, toutes situées dans le Tarn.
Son pôle urbain est l'unité urbaine de Lavaur, formée de 2 communes.

### Communes
Liste des communes appartenant à l'aire urbaine de Lavaur selon la nouvelle délimitation de 2010 et sa population municipale en 2016 (liste établie par ordre alphabétique) :
| Nom                     | Code Insee | Statut | Superficie (km2) | Population (dernière pop. légale) | Densité (hab./km2) |
| ----------------------- | ---------- | ------ | ---------------- | --------------------------------- | ------------------ |
| Labastide-Saint-Georges | 81116      |        | 6,23             | 1 985 (2022)                      | 319                |
| Lavaur                  | 81140      |        | 62,83            | 10 884 (2022)                     | 173                |
| Massac-Séran            | 81159      |        | 8,52             | 493 (2022)                        | 58                 |
| Pratviel                | 81213      |        | 7,11             | 91 (2022)                         | 13                 |

## Évolution démographique
L'évolution démographique ci-dessous concerne l'unité urbaine selon le périmètre défini en 2010.
| 1968  | 1975  | 1982  | 1990  | 2006   | 2011   | 2016   | 2017   |
| ----- | ----- | ----- | ----- | ------ | ------ | ------ | ------ |
| 8 543 | 9 072 | 9 297 | 9 541 | 11 784 | 12 410 | 13 174 | 13 213 |